# Anamongo
Pour les articles homonymes, voir Mongo.
 (juillet 2024).
Si vous disposez d'ouvrages ou d'articles de référence ou si vous connaissez des sites web de qualité traitant du thème abordé ici, merci de compléter l'article en donnant les références utiles à sa vérifiabilité et en les liant à la section « Notes et références ».
Le peuple Anamongo, Ana-Mongo ou Ana wa Mongo est un peuple bantou d'Afrique centrale établi en République démocratique du Congo et très probablement aussi au Cameroun, dans la république du Congo et au Gabon. Ils sont censés être issus d'un ancêtre commun nommé Mongo (le mot anamongo signifie « les enfants de Mongo » ou « les descendants de Mongo » en dialecte lomongo) mais leur origine est incertaine. Ils parlent le lomongo mais sont aussi lingalophones. Ils sont linguistiquement proches des Ngala (qui parlent le bangala) et partagent avec eux une même culture. Ce peuple est un groupe ethnique majoritaire de la république démocratique du Congo et représente 35 % de la population congolaise, soit plus de 35 millions d'habitants en 2022 ; ils occupent 31 % de la superficie du pays.

## Ethnonymie
Selon les sources on observe de multiples variantes : Ba Mongo, Mongo, Ana-Mongo, Ana wa Mongo, Bana ya Mongo, Anamongo, Ana A Mongo.

## Langues
Les Ana-Mongo parlent principalement le lomongo ou ses dialectes, mais le lingala est couramment utilisé et remplace parfois le lomongo comme langue maternelle dans les centres urbains. Certains Ana-Mongo parlent le kiswahili parce qu'ils sont établis dans les provinces de l'est de la république démocratique du Congo là où cette langue est majoritairement parlée, d'autres parlent le tshiluba comme langue véhiculaire dans les provinces du Kasaï, du Sankuru et de la Lomami.

## Ethnie mongo
Les Ana wa Mongo sont établis dans treize provinces de la république démocratique du Congo. Dans la province de l'Équateur, Tshuapa et Mongala dans le territoire de Bongandanga, il y a les Mongo. Ensuite vers la Tshopo, les Ngando, les Mbole, les Lokele et les Topoke. Au Maï-Ndombe, les Ekonda, les Bolia, les Ntomba, les Mbelo, les Iyembe, les Balendo, les Nkundo, les Sakata, les Boma et les Basengele. Dans le Kwilu, les Ngoli et les Wongo. Vers le centre du pays au Kasaï, on trouve comme Ana-Mongo les Ndengese, les Kuba et les Bashilele. Dans le Sankuru, les Batetela et les Ankutshu. Vers l'est de la RDC dans la province du Maniema, les Bakusu qui ont traversés la Lomami, les Benya-Lubunda à Kasongo et les Ngengele dans le territoire de Kailo. Au Nord-Kivu dans le territoire de Walikale, les Bakusu et les Nyanga. Dans la province du Sud-Kivu au territoire de Fizi, on trouve comme groupe Ana-Mongo les Babembe qui ont migré en provenance du Haut-Uele (Province Orientale) jusqu'à Fizi. Vers le nord-est du pays, on trouve les Bakusu dans la province d’Ituri dans le territoire de Mambasa. Au sud-est de la république démocratique du Congo, dans la province du Tanganyika dans le territoire de Kongolo, on retrouve aussi les Bakusu sous le nom de Benya-Lubunda et Benya-Samba. Tous ces groupes appartiennent à l'ethnie mongo « Ana-Mongo ».

## Personnalités

### Musique
- Wendo Kolosoy (1925-2008), artiste auteur-compositeur et musicien de la rumba congolaise
- Franco Luambo (1938-1989), artiste compositeur et musicien de la rumba congolaise
- Papa Wemba (1949-2016), artiste compositeur et musicien congolais
- Pepe Kalle (1951-1998), artiste auteur-compositeur et musicien congolais de la rumba
- Fally Ipupa, artiste compositeur et musicien congolais
- Gims, artiste compositeur, rappeur et musicien congolais
- Dadju, artiste compositeur et musicien Franco-congolais
- Awilo Longomba artiste compositeur et musicien congolais
- Dindo Yogo artiste musicien congolais
- Bozi Boziana artiste musicien congolais
- Evoloko Jocker artiste musicien congolais de la rumba congolaise
- Lucie Eyenga artiste musicienne congolaise de la rumba congolaise
- Mbilia Bel, artiste musicienne congolaise de la rumba congolaise
- Koffi Olomidé, est un auteur-compositeur-interprète, producteur musical de la République démocratique du Congo.

### Politique
- Patrice Lumumba, grande personnalité de l’histoire politique congolaise et premier premier ministre de la république démocratique du Congo indépendante.
- Justin Bomboko (1928-2014), homme politique congolais, grande personnalité de l’histoire politique de la RDC pour avoir été le tout premier ministre des affaires étrangères du Congo indépendant.
- José Endundo Bononge, homme politique congolais et plusieurs fois ministre d’état de la République Démocratique du Congo
- Guy Loando Mboyo, homme politique congolais et ministre d’état congolais
- Marie-Josée Ifoku, femme politique congolaise et ancienne gouverneure de la province de la Tshuapa
- Joseph Okito (1910-1961), homme politique congolais, ancien président de l’assemblée nationale du Congo indépendant et compagnon de Patrice Lumumba
- Léonard She Okitundu, homme politique congolais, ancien ministre et sénateur congolais
- Lambert Mende Omalanga, homme politique congolais et ancien ministre de la communication et porte-parole du gouvernement congolais
- Joseph Olenghankoy, homme politique congolais, ancien ministre des transports et président du Conseil national de suivi de l'Accord (CNSA)
- Jacqueline Penge Sanganyoi, femme politique congolaise
- Chérubin Okende Senga (1961-2023), homme politique congolais et ancien ministre d’état et député congolais
- Jean-Claude Baende, homme politique congolais et ancien gouverneur de la province du grand Équateur
- Adam Bombole Intole, homme politique congolais
- Gentiny Ngobila, homme politique congolais et actuel gouverneur de la ville de Kinshasa
- Michel Bongongo, homme des sciences, professeur, homme politique congolais et ancien Premier ministre de la République démocratique du Congo

### Sports
- Albert Sambi Lokonga
- Roger Lukaku
- Romelu Lukaku
- Jordan Lukaku
- Jordan Botaka
- Serge Lofo Bongeli
- Martin Bakole
- Florent Ibenge
- Yannick Bolasie
- Theo Bongonda
- Papy Kimoto
- Roger Hitoto
- José Bosingwa
- Paul-José M'Poku
- Lomana LuaLua
- Simon Banza

### Religion et spiritualité
- Joseph-Albert Malula (1917-1989), archevêque de Kinshasa et premier cardinal de la république démocratique du Congo (Zaïre)
- Laurent Monsengwo Pasinya (1939-2021), archevêque de Kinshasa et troisième cardinal de la république démocratique du Congo
- Isidore Bakanja (1885-1909), croyant chrétien catholique martyrisé
- Lifoko du Ciel, pasteur et musicien congolais de gospel